# (2465) Wilson
(2465) Wilson (1949 PK) – planetoida z grupy pasa głównego asteroid okrążająca Słońce w ciągu 4,57 lat w średniej odległości 2,75 j.a. Odkryta 2 sierpnia 1949 roku.